# یاسین الزواکی
یاسین الزواکی (انگلیسی: Yacine Zouaki؛ زادهٔ ۳ اوت ۱۹۸۰) وزنه‌بردار اهل مراکش است. وی در بازی‌های المپیک تابستانی ۲۰۰۴ شرکت کرده است.